# 林栄新光駅
林栄新光駅（りんえいしんこうえき）は台湾花蓮県鳳林鎮にある台湾鉄路管理局台東線の駅。

## 概要
廃止前は三等駅であった。再開業後は簡易駅として対号列車の停車は予定されておらず、農場を運営、建設費も負担する新光集団側は自強号の停車を要求していた。そして開業当初は自由行列車 と数本の区間車 のみ停車することが決定した。同年10月12日改正ダイヤで上下2往復の普悠瑪号も停車することになった。
- ナローゲージだった旧線時代に平林停車場として開業し、戦後は改軌と寿豊渓を地下で越える新ルート切替に伴って一度廃駅となったが、2011年に台東線電化、一部複線化に伴う再度のルート変更時に付近の新光兆豊休閒農場（中国語版）が鉄路改建工程局（現・鉄道局）に土地と資金3.35億台湾ドルを提供し[9]、再設置工事が進められた。再開業後は台東線で唯一の地下駅となった[10]。農場内の駅予定地には凱旋門が建っていたが、駅設置に伴い撤去された[11]。再開業時に現在の駅名へと改称されたが、完工後の急な変更だったため報道陣への事前公開時は駅舎やホームの表記が林栄のままとなっていた。
- 台鉄では珍しく企業名が付された。英文表記は高雄市の新光駅（シングァン、Xinguang/Singuang）とは異なり、駅設置に大きくかかわった新光集団（中国語版）の「シンコン、Shin Kong」となっている。また、英文表記が長いため、乗車券にはL.R.S.K.と略して印字される。
- また当駅は主に昼間のみの営業となるため、早朝と夕方以降は区間車も停車しなくなる。

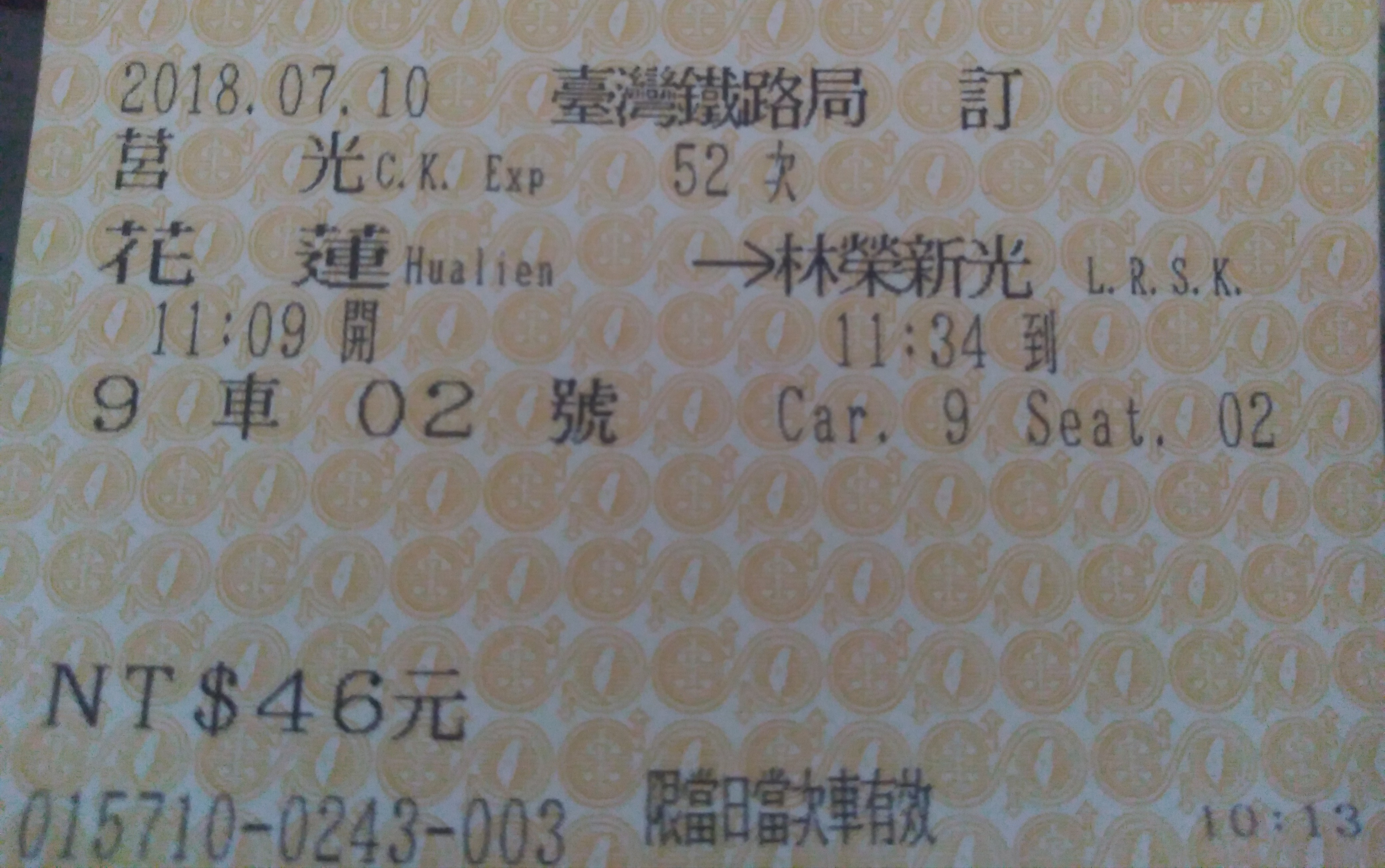
英語表記が略称となっている当駅までの莒光号乗車券

## 歴史
- 1918年11月1日 - 平林停車場として鳳林鎮林栄里55号（初代花蓮駅起点27.7 km）地点で開業[12]。
- 1962年12月15日 - 保安、菁桐、嶺脚、十分、南平、月眉等の駅と同時に「林栄駅」に改名。
- 1982年3月31日 - 台東線東拓事業（改軌）に伴い渓口駅が新ルートに移転したことにより旧ルート上の本駅が廃止される[13]。
- 2011年6月 - 新光兆豊牧場が駅の再設置について資金と土地提供を表明、鉄路改建工程局も着工前の当駅区間に駅設置を前提とした空間確保を考慮すると言及[14]。
- 2013年11月14日 - 新渓口トンネルが開通[15]。
- 2014年
  - 5月 - 電化された現ルート上の渓口トンネル内にホームを再設置する第1期事業完工[9][16]。
  - 6月28日 - 台東線全線電化開業[17]
  - 12月7日 - 新駅舎を設置する二期工程着工[16]
- 2018年
  - 1月24日 - 竣工、30日に竣工監査[18]。
  - 5月24日 - 2日間にわたる交通部の監査[19][20][21]。
  - 7月10日 - 「林栄新光駅」として現在地に再開業[22][23]。

## 駅構造

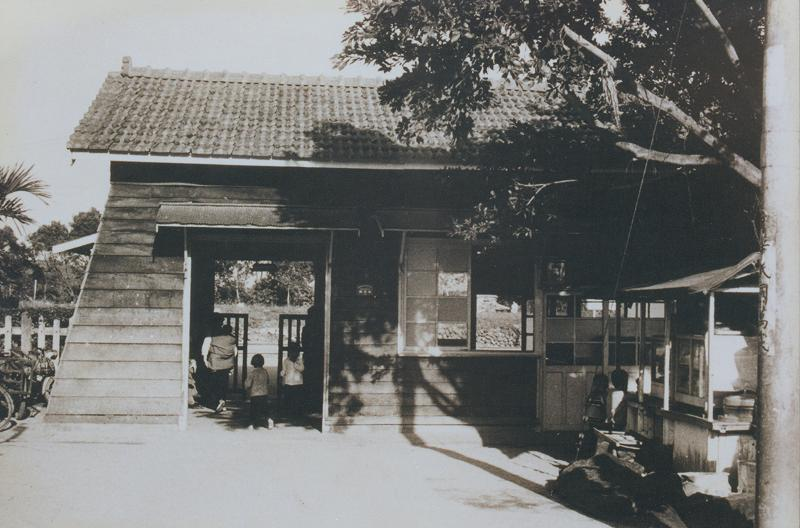
1960年代の旧駅舎
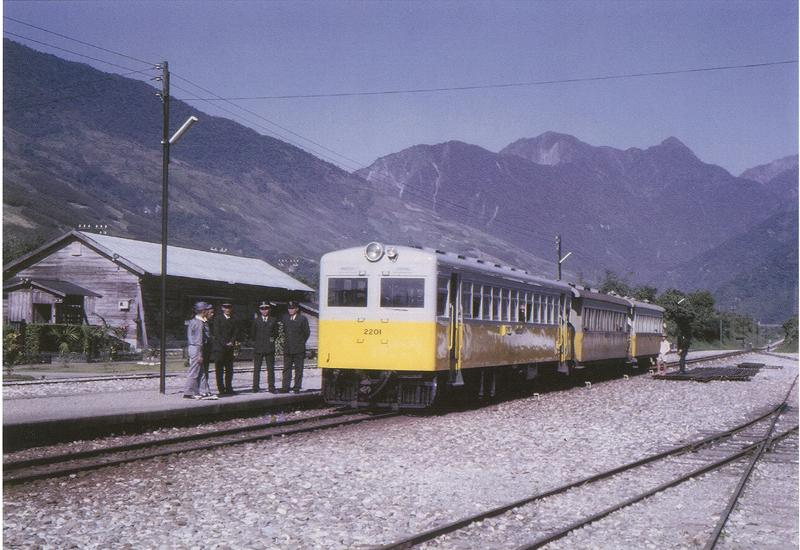
1970年代の旧ホーム

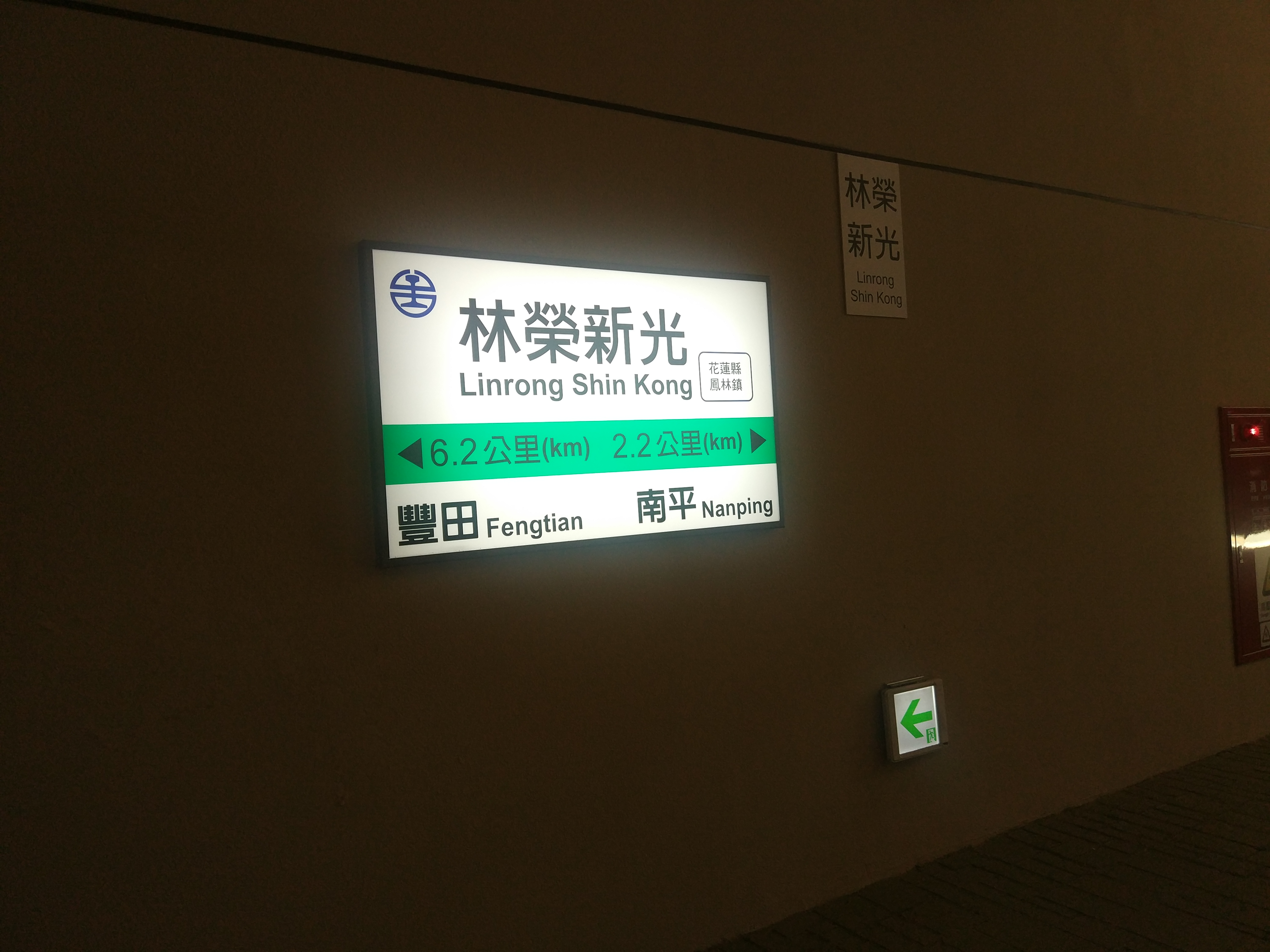
旧駅は現在の林栄国小付近にあり、木造駅舎は廃止後に撤去されているが、駅横に木造倉庫が現存している。
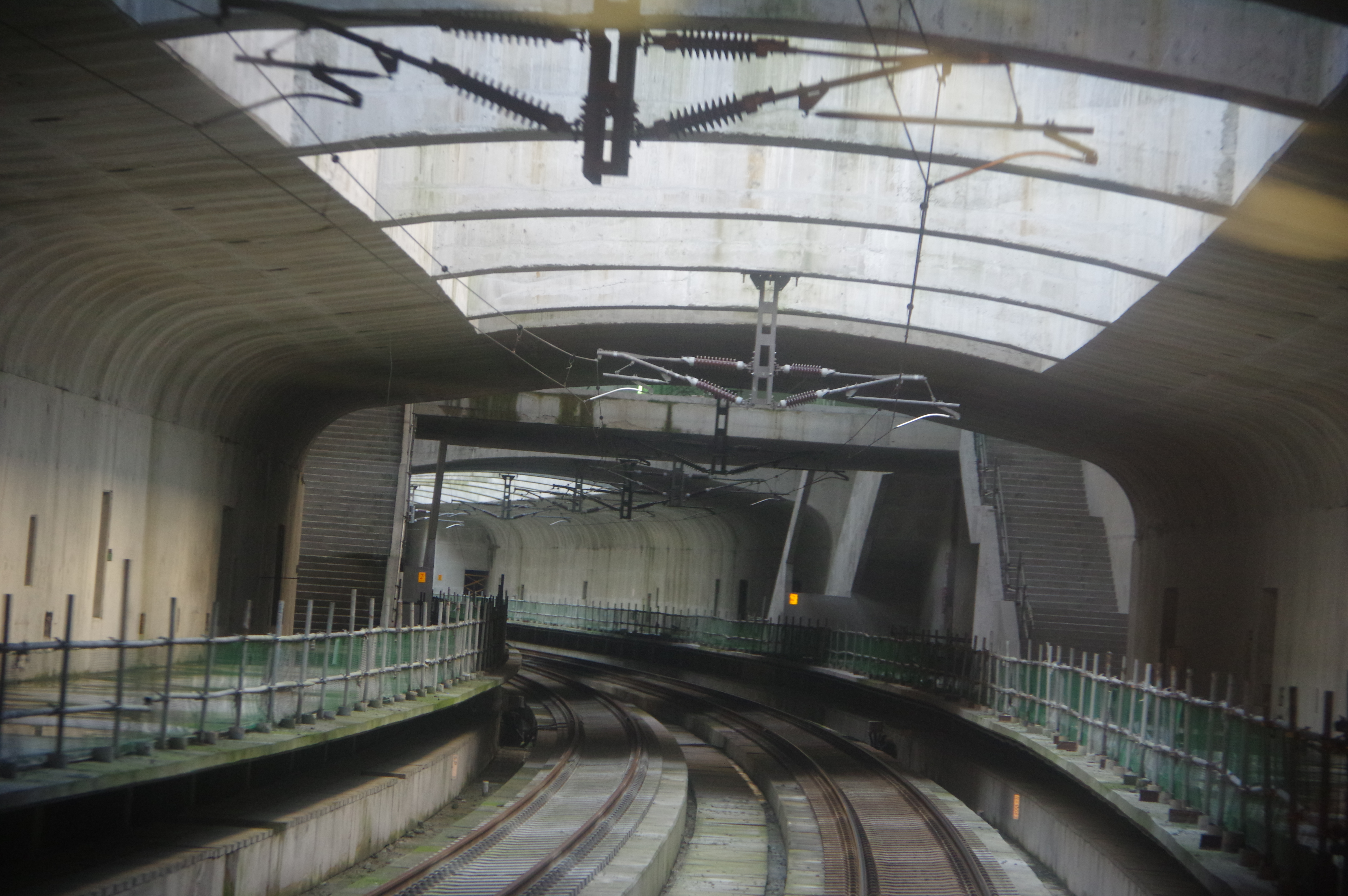
新駅は電化開業後の新渓口トンネル（中国語版）（寿豊渓の水底トンネル）内に設置された相対式ホーム2面2線の地下駅である[24]。地下だが一部は自然光が入るように設計されている。地下2階にホーム、地下1階に改札口、エレベーター、エスカレーターが設置される[24]。地上出口は線路方向に南北2ヶ所が設置されている[25]。

| 地上 | 出入口層 | 出入口（北、南） |

| 地下 一階 | コンコース層                   | コンコース、窓口、自動券売機、改札口     |
| 地下 一階 | コンコース層                   | 便所                                     |
| 地下 二階 | 相対式ホーム、左側のドアが開く | 相対式ホーム、左側のドアが開く           |
| 地下 二階 | 2                              | →■台東線 花蓮・宜蘭・台北方面（豊田駅）→ |
| 地下 二階 | 1                              | ←■台東線 鳳林・玉里・台東方面（南平駅）  |
| 地下 二階 | 相対式ホーム，左側のドアが開く |                                          |

新駅
- 再開業後の駅名標
- 再設置工事中のホーム

旧駅
- 1960年代の旧駅舎
- 1970年代の旧ホーム

## 利用状況
| 戦前     | 戦前   | 戦前   | 戦前   | 戦前   | 戦前    | 戦前    |
| 年       | 年間   | 年間   | 年間   | 年間   | 1日平均 | 1日平均 |
| 年       | 乗車   | 下車   | 乗降計 | 出典   | 乗車    | 乗降計  |
| -------- | ------ | ------ | ------ | ------ | ------- | ------- |
| 1918年度 | 1,478  | 4,359  | 5,837  | [ 26 ] | 10      | 39      |
| 1919年度 | 9,514  | 17,494 | 27,008 | [ 27 ] | 26      | 74      |
| 1920年度 | 29,084 | 32,799 | 61,883 | [ 28 ] | 80      | 170     |
| 1921年度 | 23,697 | 25,587 | 49,284 | [ 29 ] | 65      | 135     |
| 1922年度 | 21,178 | 22,752 | 43,930 | [ 30 ] | 58      | 120     |
| 1923年度 | 19,609 | 21,160 | 40,769 | [ 31 ] | 54      | 112     |
| 1924年度 | 22,726 | 25,179 | 47,905 | [ 32 ] | 62      | 131     |
| 1925年度 | 28,457 | 30,314 | 58,771 | [ 33 ] | 78      | 161     |
| 1926年度 | 31,206 | 33,392 | 64,598 | [ 34 ] | 85      | 177     |
| 1927年度 | 29,114 | 31,154 | 60,268 | [ 35 ] | 80      | 165     |
| 1928年度 | 32,298 | 33,839 | 66,137 | [ 36 ] | 88      | 181     |
| 1929年度 | 33,521 | 34,688 | 68,209 | [ 37 ] | 92      | 187     |
| 1930年度 | 32,326 | 34,591 | 66,917 | [ 38 ] | 89      | 183     |
| 1931年度 | 25,273 | 26,370 | 51,643 | [ 39 ] | 69      | 141     |
| 1932年度 | 25,182 | 26,193 | 51,375 | [ 40 ] | 69      | 141     |
| 1933年度 | 25,042 | 25,175 | 50,217 | [ 41 ] | 69      | 138     |
| 1934年度 | 24,334 | 25,057 | 49,391 | [ 42 ] | 67      | 135     |
| 1935年度 | 23,177 | 25,228 | 48,405 | [ 43 ] | 63      | 132     |
| 1936年度 | 26,562 | 29,208 | 55,770 | [ 44 ] | 73      | 153     |
| 1937年度 | 34,448 | 37,414 | 71,862 | [ 45 ] | 94      | 197     |
| 1938年度 | 30,348 | 29,953 | 60,301 | [ 46 ] | 83      | 165     |

| 戦後              | 戦後     | 戦後     | 戦後     | 戦後     | 戦後     | 戦後     |
| 年                | 年間     | 年間     | 年間     | 年間     | 1日平均  | 1日平均  |
| 年                | 乗車     | 下車     | 乗降計   | 出典     | 乗車     | 乗降計   |
| ----------------- | -------- | -------- | -------- | -------- | -------- | -------- |
| 1946              | 27,368   | 27,704   | 55,072   | [ 47 ]   | 75       | 151      |
| 資料なし          |          |          |          |          |          |          |
| 1975              | 149,795  | 141,386  | 291,181  | [ 48 ]   | 410      | 798      |
| 1976              | 148,900  | 141,560  | 290,460  | [ 49 ]   | 407      | 794      |
| 1977              | 128,842  | 119,296  | 248,138  | [ 50 ]   | 353      | 680      |
| 1978              | 資料なし | 資料なし | 資料なし | 資料なし | 資料なし | 資料なし |
| 1979              | 資料なし | 資料なし | 資料なし | 資料なし | 資料なし | 資料なし |
| 1980              | 80,425   | 72,421   | 152,846  | [ 51 ]   | 220      | 418      |
| 1981              | 67,825   | 59,344   | 127,169  | [ 52 ]   | 186      | 348      |
| 1982              | 5,552    | 4,044    | 9,596    | [ 53 ]   | 62       | 108      |
| 廃止（1983-2017） |          |          |          |          |          |          |
| 2018              | 5,986    | 6,009    | 11,995   | [ 54 ]   | 34       | 69       |
| 2019              | 11,721   | 10,993   | 22,714   | [ 55 ]   | 32       | 62       |
| 2020              | 10,403   | 10,298   | 20,701   | [ 56 ]   | 28       | 57       |
| 2021              | 6,182    | 6,307    | 12,489   | [ 57 ]   | 17       | 34       |

## 駅周辺
- 寿豊渓（中国語版）
- 台9線豊平大橋
- 新光兆豊休閒農場（中国語版）
- 林栄国小
- 中華郵政林栄郵局

### 旧林栄駅
- 1988年 - 旧駅舎撤去。倉庫や宿舎は保存され林栄公園として生まれ変わる[60]。
- 2016年
  - 2月2日 - 地元住民が旧駅倉庫を保存するよう台鉄と花蓮県政府に要請[61]。
  - 5月31日 - 旧駅倉庫が県の歴史建築に指定登録[62]。
- 2019年6月、花蓮機廠（中国語版）から1両のDR3000型気動車が旧駅跡の林栄公園に搬入された[63]。2013年に南迴線で発生した枋山一号トンネル列車事故（中国語版）で休車していた車両だった。当該車両は運転室のあるDR3051で[64]、搬入に際しては花蓮機廠にて客室内を一新する修理がなされている。公園には車両を安置する線路のほか、当時を偲ばせる駅舎風のゲートや車内見学のための簡易ホームが設置され、7月に正式供用された[65]。

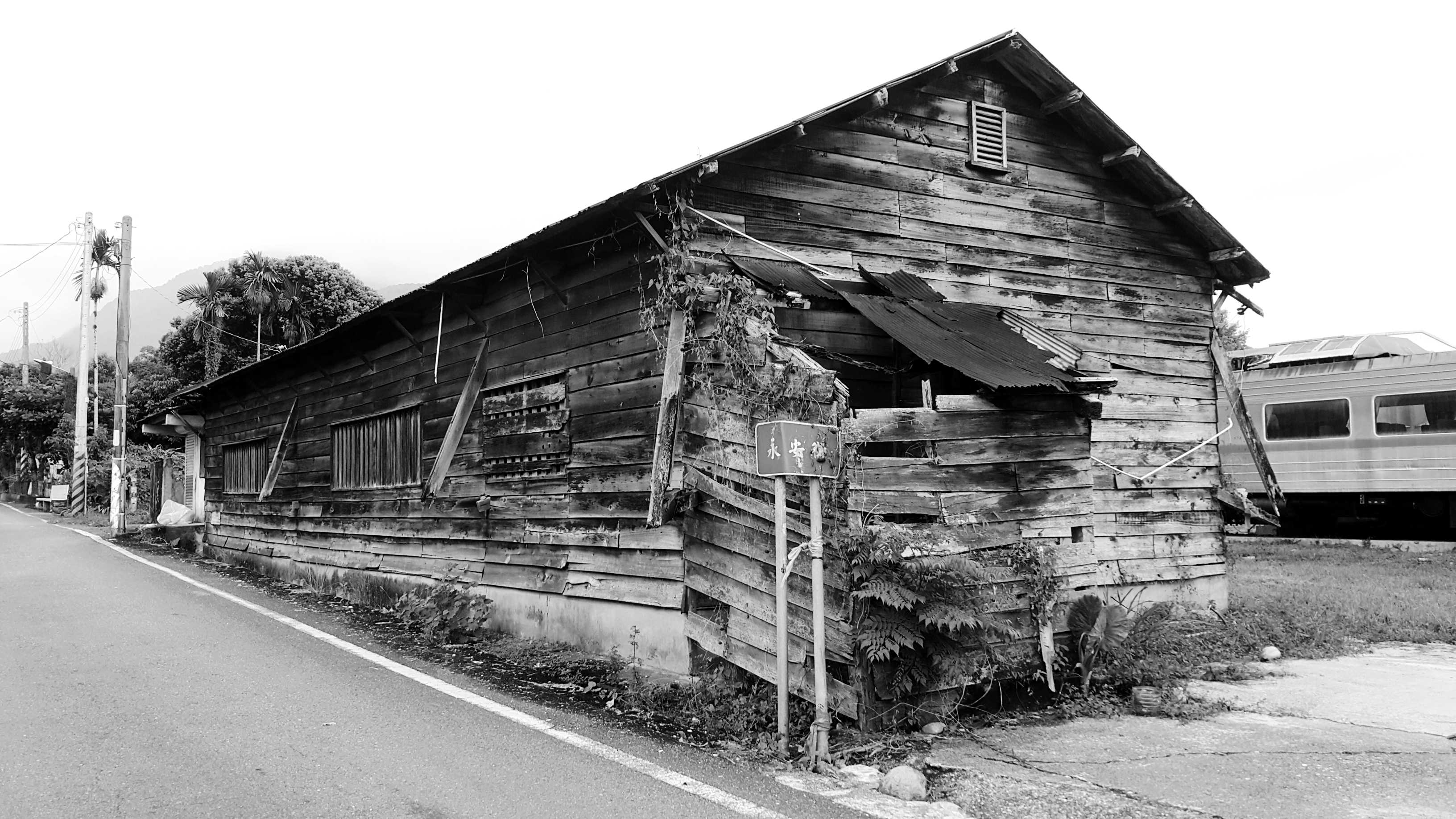
旧倉庫
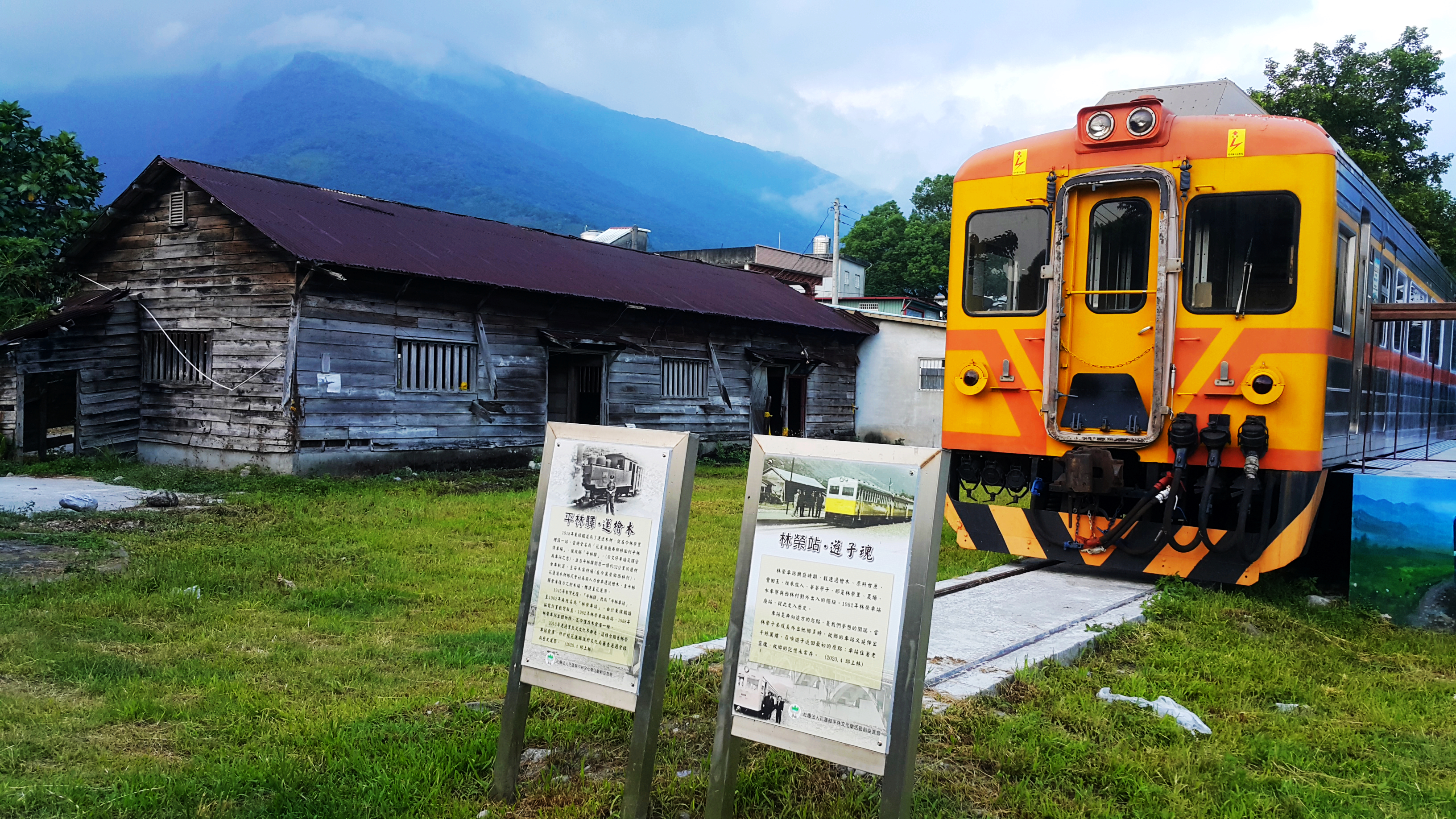
旧倉庫傍に展示されたDR3151車両
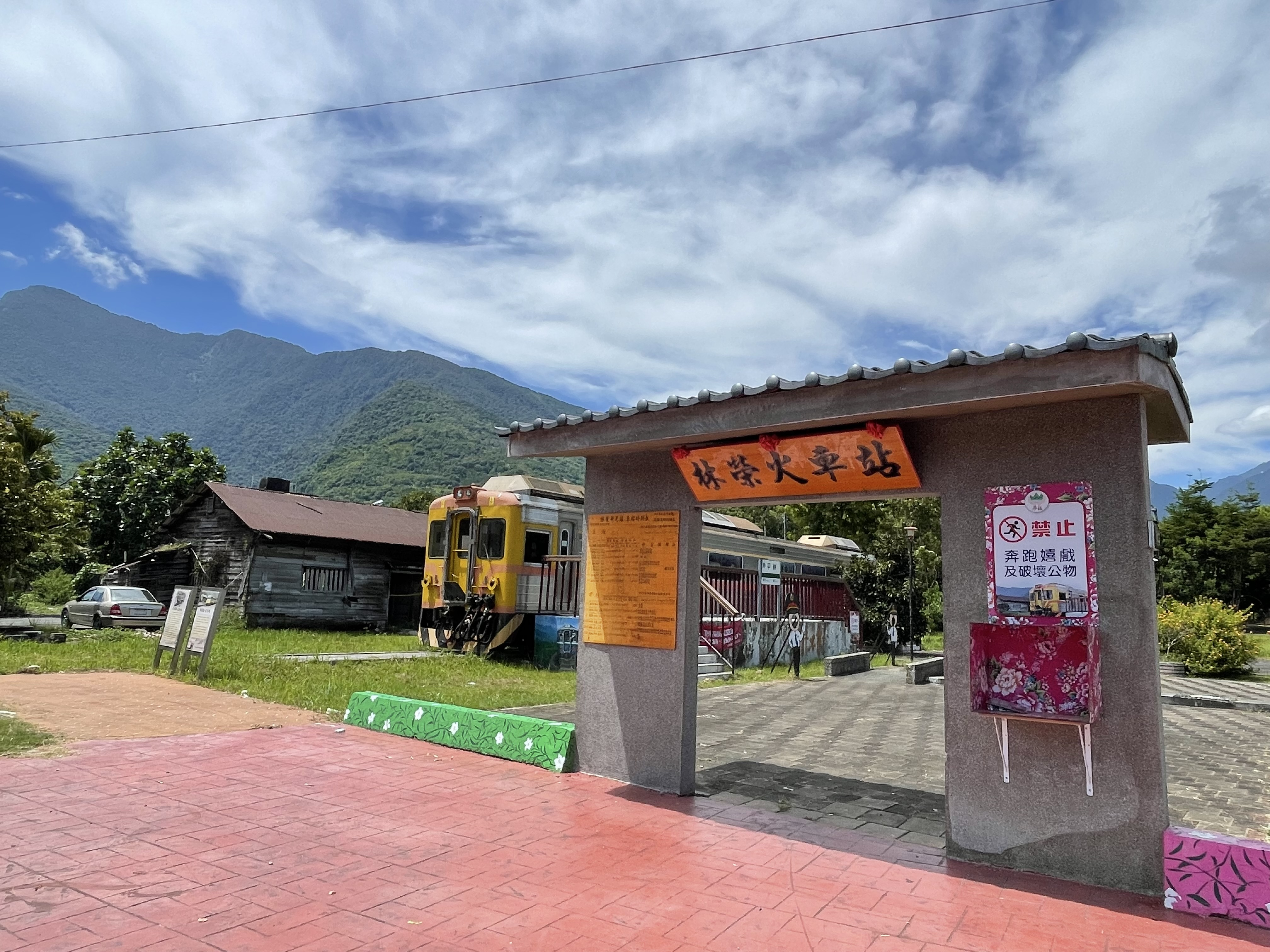
駅舎風のモニュメント

## 隣の駅
台湾鉄路管理局
台東線
豊田駅 - 林栄新光駅 - 南平駅